# Emiliano Rigoni
Emiliano Ariel Rigoni (Colonia Caroya, 4 febbraio 1993) è un calciatore argentino, centrocampista o attaccante del León.

## Biografia
È in possesso anche del passaporto italiano per via delle sue origini.

## Caratteristiche tecniche
È un calciatore versatile, fa della tecnica individuale e della velocità le sue armi migliori, ambidestro di piede, che gioca prevalentemente come ala destra offensiva. Dotato di buona velocità, spesso parte dalla fascia per poi tagliare il campo e concludere in porta.

## Carriera

### Club
Cresciuto calcisticamente nelle giovanili del Belgrano, fa il suo esordio nel campionato argentino il 4 agosto 2013, nella partita persa 3-0 contro il Lanús.
Il 15 gennaio 2016 passa all'Independiente. Il 7 febbraio all'esordio in campionato segna la rete decisiva nella vittoria dell'Independiente, contro la sua ex squadra, il Belgrano.
Il 23 agosto 2017 passa allo Zenit San Pietroburgo per una cifra attorno ai 9 milioni di euro, firmando un contratto quadriennale; il 19 ottobre seguente realizza una tripletta in Europa League contro il Rosenborg.
Dopo avere totalizzato 6 reti in 30 presenze coi russi, il 17 agosto 2018 passa all'Atalanta in prestito oneroso con diritto di riscatto, fissato a 15 milioni di euro. All'esordio con i bergamaschi, il successivo 27 agosto, realizza una doppietta nella partita pareggiata per 3-3 sul campo della Roma. Dopo un'ottima partenza, viene impiegato con sempre minor frequenza da Gasperini, che nel mese di dicembre lo metta ai margini della rosa; il 15 gennaio 2019 viene annunciato il suo ritorno allo Zenit San Pietroburgo. Avendo giocato 45 minuti il precedente 9 agosto 2018 con la maglia del club russo, l'esterno aveva mercato soltanto in MLS, Brasile e Cina (a causa del regolamento FIFA che non consente di vestire più di due maglie nella stessa stagione) oltre che allo Zenit San Pietroburgo.
Il 2 settembre 2019 viene acquistato dalla Sampdoria con la formula del prestito annuale.
Tuttavia alla Sampdoria Rigoni delude e viene relegato ai margini della rosa; quindi il 2 febbraio 2020 (dopo 9 presenze complessive) il prestito viene rescisso e fa ritorno allo Zenit.
Il 5 ottobre 2020 viene ceduto nuovamente in prestito, questa volta agli spagnoli dell'Elche. Il 24 maggio 2021 viene acquistato dal San Paolo, con cui firma un triennale.

### Nazionale
Nel settembre 2017 viene convocato per la prima volta nella nazionale argentina dal CT. Jorge Sampaoli. Il 5 ottobre seguente fa il suo debutto in maglia albiceleste nella partita valida per la qualificazione ai Mondiali Russia 2018, giocata contro il Perù, entrando al 46º al posto di Ángel Di María.

## Statistiche

### Presenze e reti nei club
Statistiche aggiornate all'8 dicembre 2024.
| Stagione             | Squadra               | Campionato           | Campionato | Campionato | Coppe nazionali | Coppe nazionali | Coppe nazionali | Coppe continentali | Coppe continentali | Coppe continentali | Altre coppe | Altre coppe | Altre coppe | Totale | Totale |
| Stagione             | Squadra               | Comp                 | Pres       | Reti       | Comp            | Pres            | Reti            | Comp               | Pres               | Reti               | Comp        | Pres        | Reti        | Pres   | Reti   |
| -------------------- | --------------------- | -------------------- | ---------- | ---------- | --------------- | --------------- | --------------- | ------------------ | ------------------ | ------------------ | ----------- | ----------- | ----------- | ------ | ------ |
| 2013-2014            | Belgrano              | PD                   | 26         | 1          | CA              | 1               | 0               | -                  | -                  | -                  | -           | -           | -           | 27     | 1      |
| 2014-2015            | Belgrano              | PD                   | 47         | 7          | CA              | 1               | 0               | CS                 | 1                  | 0                  | -           | -           | -           | 49     | 7      |
| Totale Belgrano      | Totale Belgrano       | Totale Belgrano      | 73         | 8          |                 | 2               | 0               |                    | 1                  | 0                  |             | -           | -           | 76     | 8      |
| 2015-2016            | Independiente         | PD                   | 16         | 4          | CA              | 2               | 0               | CS                 | 4                  | 1                  | -           | -           | -           | 22     | 5      |
| 2016-2017            | Independiente         | PD                   | 30         | 11         | CA              | 0               | 0               | CS                 | 4                  | 1                  | -           | -           | -           | 34     | 12     |
| Totale Independiente | Totale Independiente  | Totale Independiente | 46         | 15         |                 | 2               | 0               |                    | 8                  | 2                  |             | -           | -           | 56     | 17     |
| 2017-2018            | Zenit San Pietroburgo | PL                   | 17         | 0          | KR              | 1               | 0               | UEL                | 10                 | 6                  | -           | -           | -           | 28     | 6      |
| ago. 2018            | Zenit San Pietroburgo | PL                   | 1          | 0          | KR              | 0               | 0               | UEL                | 1                  | 0                  | -           | -           | -           | 2      | 0      |
| 2018-gen. 2019       | Atalanta              | A                    | 12         | 3          | CI              | 0               | 0               | UEL                | 0                  | 0                  | -           | -           | -           | 12     | 3      |
| gen.-giu. 2019       | Zenit San Pietroburgo | PL                   | 16         | 3          | KR              | 0               | 0               | UEL                | 0                  | 0                  | -           | -           | -           | 16     | 3      |
| lug.-set. 2019       | Zenit San Pietroburgo | PL                   | 6          | 0          | KR              | 0               | 0               | UCL                | 0                  | 0                  | SR          | 1           | 0           | 7      | 0      |
| 2019-gen. 2020       | Sampdoria             | A                    | 8          | 0          | CI              | 1               | 0               | -                  | -                  | -                  | -           | -           | -           | 9      | 0      |
| gen.-giu. 2020       | Zenit San Pietroburgo | PL                   | 6          | 2          | KR              | 1               | 1               |                    |                    |                    |             | -           | -           | 7      | 3      |
| lug.-ott. 2020       | Zenit San Pietroburgo | PL                   | 7          | 0          | KR              | 0               | 0               | -                  | -                  | -                  | -           | -           | -           | 7      | 0      |
| Totale Zenit         | Totale Zenit          | Totale Zenit         | 53         | 5          |                 | 2               | 1               |                    | 11                 | 6                  |             | 1           | 0           | 67     | 12     |
| ott.-giu. 2021       | Elche                 | PD                   | 23         | 1          | CR              | 2               | 1               | -                  | -                  | -                  | -           | -           | -           | 25     | 2      |
| 2021                 | San Paolo             | A                    | 30         | 4          | CB              | 5               | 5               | CL                 | 3                  | 2                  | -           | -           | -           | 38     | 11     |
| gen.-giu. 2022       | San Paolo             | A1/SP+A              | 12+11      | 2+0        | CB              | 1               | 0               | CS                 | 7                  | 0                  | -           | -           | -           | 31     | 2      |
| Totale San Paolo     | Totale San Paolo      | Totale San Paolo     | 12+41      | 2+4        |                 | 6               | 5               |                    | 10                 | 2                  |             | -           | -           | 69     | 13     |
| lug.-ott. 2022       | Austin FC             | MLS                  | 7+3        | 0          | USOC            | 0               | 0               | -                  | -                  | -                  | -           | -           | -           | 10     | 0      |
| 2023                 | Austin FC             | MLS                  | 33         | 5          | USOC            | 2               | 0               | CCL                | 2                  | 0                  | -           | -           | -           | 37     | 5      |
| mar.-mag. 2024       | Austin FC             | MLS                  | 11         | 1          | USOC            | 0               | 0               | -                  | -                  | -                  | -           | -           | -           | 11     | 1      |
| Totale Austin FC     | Totale Austin FC      | Totale Austin FC     | 54         | 6          |                 | 2               | 0               |                    | 2                  | 0                  |             | -           | -           | 58     | 6      |
| gen.-mag. 2025       | León                  | PD                   | 11         | 1          | -               | -               | -               | -                  | -                  | -                  | -           | -           | -           | 11     | 1      |
| Totale carriera      | Totale carriera       | Totale carriera      | 333        | 45         |                 | 12              | 7               |                    | 32                 | 10                 |             | 1           | 0           | 378    | 62     |

### Cronologia presenze e reti in nazionale
| Cronologia completa delle presenze e delle reti in nazionale ― Argentina | Cronologia completa delle presenze e delle reti in nazionale ― Argentina | Cronologia completa delle presenze e delle reti in nazionale ― Argentina | Cronologia completa delle presenze e delle reti in nazionale ― Argentina | Cronologia completa delle presenze e delle reti in nazionale ― Argentina | Cronologia completa delle presenze e delle reti in nazionale ― Argentina | Cronologia completa delle presenze e delle reti in nazionale ― Argentina | Cronologia completa delle presenze e delle reti in nazionale ― Argentina |
| Data                                                                     | Città                                                                    | In casa                                                                  | Risultato                                                                | Ospiti                                                                   | Competizione                                                             | Reti                                                                     | Note                                                                     |
| ------------------------------------------------------------------------ | ------------------------------------------------------------------------ | ------------------------------------------------------------------------ | ------------------------------------------------------------------------ | ------------------------------------------------------------------------ | ------------------------------------------------------------------------ | ------------------------------------------------------------------------ | ------------------------------------------------------------------------ |
| 5-10-2017                                                                | Buenos Aires                                                             | Argentina                                                                | 0 – 0                                                                    | Perù                                                                     | Qual. Mondiali 2018                                                      | -                                                                        | 46’                                                                      |
| 14-11-2017                                                               | Krasnodar                                                                | Argentina                                                                | 2 – 4                                                                    | Nigeria                                                                  | Amichevole                                                               | -                                                                        | 76’                                                                      |
| Totale                                                                   |                                                                          | Presenze                                                                 | 2                                                                        |                                                                          | Reti                                                                     | 0                                                                        |                                                                          |

## Palmarès

### Club

#### Competizioni nazionali
- Campionato russo: 1

Zenit San Pietroburgo: 2019-2020
- Coppa di Russia: 1

Zenit San Pietroburgo: 2019-2020
- Supercoppa di Russia: 1

Zenit San Pietroburgo: 2020